# Carl Bosch
Carl Bosch (Köln, 27. kolovoza 1874. – Heidelberg, 26. travnja 1940. bio je njemački kemičar i inženjer. Godine 1931. primio je Nobelovu nagradu za kemiju zajedno s Friedrichom Bergiusom za uvođenje upotrebe visokog tlaka u kemiji. 
Studirao je na Tehničkom sveučilištu u Berlinu i Sveučilištu u Leipzigu od 1892. do 1898. godine, kada je postigao doktorat iz područja organske kemije. Godine 1899. počeo je raditi za BASF. U godinama od 1908. do 1913. razvijao je i usavršavao, zajedno s Fritzom Haberom - Haber-Boschov postupak umjetne nitrogenske fikascije kojim se u kemijskoj industriji dobiva amonijak, patentiran 1910. godine. 
Nakon Prvog svjetskog rata proučavao je sintetički benzin i sintezu metanola upotrebom visokih tlakova. Godine 1925. Bosch je bio jedan od osnivača IG Farbena, jedne od tada najvećih tvrtki iz područja kemije, koja je postala glavni financijer Adolfa Hitlera i nacističkog režima, a koja je zbog monopola imala ogromne prihode. Od 1935. bio je predsjednik upravnog odbora. IG Farben je nakon propasti nacista raspušten i od njega je nastalo mnogo velikih njemačkih tvrtki: AGFA, BASF, Bayer te francuski Sanofi.
Carl Bosch uzalud je pokušao braniti i podržavati svoje kolege Židove, posebno Fritza Habera, koji je izgubio akademske titule te bio protjeran 1933. godine. Zbog depresije političkim stanjem i usponom nacista te alkoholizma, Carl Bosch je 1939. godine pokušao samoubojstvo. Umro je godinu kasnije prirodnom smrću.
Također je bio amaterski astronom, a asteroid 7414 Bosch imenovan je u njegovu čast.